# Georg Hammerl
Georg Hammerl (* 15. Oktober 1923 in Graz; † Juli 2018) war ein österreichischer Politiker (SPÖ), Beamter und Gewerkschafter.
Vom 8. Juli 1970 bis 16. Mai 1988 gehörte er dem Steiermärkischen Landtag in fünf aufeinanderfolgenden Gesetzgebungsperioden an und schied während seiner fünften Amtszeit vorzeitig aus diesem aus.

## Leben
Georg Hammerl wurde am 15. Oktober 1923 als uneheliches Kind der damals 17 Jahre alten Johanna Katharina Hammerl (* 31. Dezember 1905 in Feldkirchen; † 14. Mai 1978), ledige Wirtschafterinstochter in Feldkirchen bei Graz, im Landeskrankenhaus Graz geboren und am 22. Oktober 1923 auf den Namen Georg Franz getauft. Am 31. Mai 1936 wurde er in Pfarre Graz-Mariahilf gefirmt. Nach dem Besuch der Volksschule und des Gymnasiums – laut anderen Quellen der Bundesrealschule – in Graz wurde er im Juli 1942 zur Wehrmacht einberufen und versah während des Zweiten Weltkriegs seinen Kriegsdienst. Nach Kriegsende trat er im Jahr 1945 in die Stadtgemeinde Graz ein. Er war in den verschiedenen Abteilungen des Magistrates Graz tätig und stieg schließlich zum Oberamtsrat des Personalamtes und zum städtischen Direktor auf.
Im Jahr 1954 erfolgte Hammerls Wahl zum Obmann des Vertrauenspersonenausschusses und konnte im Zuge der Einführung des wegweisenden Gehaltsgesetzes 1956, das unter seiner Führung erarbeitet worden war, erste Erfolge verzeichnen. Es folgten zahlreiche Verbesserungen, darunter die Gründung eines Sozialwerks und die Einführung regelmäßiger Mitgliederinformationen. Im Februar 1958 wurde Hammerl zunächst zum Personalvertretungsobmann des Schemas II/IV gewählt; wenige Monate später folgte seine Wahl zum geschäftsführenden Bezirksgruppenobmann. Ab 1963 fungierte er als Zentralvorstandsmitglied der Gewerkschaft der Gemeindebediensteten (GdG) und wurde 1966 zu deren Landesobmann für die Steiermark gewählt. Hammerl engagierte sich über viele Jahre in der Gewerkschaftsarbeit und konnte durch seine konsequente und zugleich ausgleichende Verhandlungsführung zahlreiche seiner Ziele umsetzen.
Nachdem er bei der Landtagswahl 1970 zunächst nicht in den Steiermärkischen Landtag eingezogen war, rückte er nach dem vorübergehenden Ausscheiden von Julie Bischof am 8. Juli 1970 für die SPÖ in den Landtag nach. Nach fast 18 Jahren, in denen er unter anderem auch als Schriftführer tätig war, schied Hammerl am 16. Mai 1988 als Abgeordneter aus dem Landtag aus und beendete in weiterer Folge seine politische Laufbahn. Insgesamt war er in fünf verschiedenen Gesetzgebungsperioden (VII., VIII., IX., X., XI.) im Amt gewesen.
Im Alter von 79 Jahren heiratete Hammerl am 5. Mai 2003 standesamtlich in Kitzbühel in zweiter Ehe die deutlich jüngere Ursula Waldhauser, die wie er im Magistrat Graz tätig war. Zuvor hatte er am 18. Jänner 1945, im Alter von 22 Jahren, Herta Puschenjak geheiratet.
Im Juli 2018 starb Hammerl im Alter von 94 Jahren.

## Ehrungen und Auszeichnungen (Auswahl)
- Vom damaligen Sozialminister Alfred Dallinger wurde Hammerl für seine „Politik mit Augenmaß“ mit dem Großen Ehrenzeichen für Verdienste um die Republik Österreich geehrt.

- Am 30. März 1995 fasste der Gemeinderat den Beschluss, ihn in Anerkennung seiner Verdienste zum Bürger der Stadt Graz zu ernennen. Die feierliche Überreichung der Urkunde erfolgte im Rahmen einer Festsitzung am 27. April 1995.